# الطور (حجة)

تعديل مصدري - تعديل

الطور هي مدينة ومركز مديرية بني قيس الطور بمحافظة حجة اليمنية، بلغ تعداد سكانها 739 نسمة حسب الإحصاء الذي أجري عام 2004.